# 蒂肯尚策山
48°14′6″N 16°20′5″E / 48.23500°N 16.33472°E
蒂肯尚策山（德語：Türkenschanze），是奧地利的山峰，位於該國東北部，由維也納負責管轄，屬於維也納林山的一部分，距離多瑙河3至4公里，海拔高度239米。